# 梅休因灣
梅休因灣（英語：Methuen Cove），是南極洲的海灣，位於南奧克尼群島的勞里島南岸，處於安德森角和惠特森角之間，在1903年由蘇格蘭探險隊繪入地圖，現時由南極條約體系管理。